# Enigmatochromis lucanusi
Enigmatochromis lucanusi ist eine kleine afrikanische Buntbarschart, die nur aus dem Foto River, einem kleinen Savannenfluss in der Nähe von Fria im westafrikanischen Guinea bekannt ist.

## Merkmale
Die in der Erstbeschreibung untersuchten Exemplare von Enigmatochromis lucanusi hatten eine maximale Standardlänge von 4,5 cm, wobei Männchen etwa 10 bis 15 % größer waren als die Weibchen. In Aquarien gehaltene Fische erreichten eine Gesamtlänge von 6,5 (Männchen) bzw. 5 cm (Weibchen). In Gestalt, Färbung und Zeichnungsmuster gleichen die Tiere den Pelvicachromis-Arten, unterscheiden sich von diesen aber durch den ersten und zweiten Bauchflossenstrahl der Weibchen, die bei Enigmatochromis gleich lang sind, oder der erste ist länger, während bei Pelvicachromis der zweite länger ist. Von allen anderen Chromidotilapini-Gattungen unterscheidet Enigmatochromis sich durch die geringe Anzahl von Schuppen rund um den Schwanzflossenstiel (12 versus 13-14 bei Limbochromis, 14-16 bei Chromidotilapia und 16 bei Benitochromis, Pelvicachromis und Thysochromis). Außerdem gibt es Unterschiede in Anzahl und Bau der Unteraugenknochen (Lacrimale und drei Röhrenknochen bei Enigmatochromis, versus Lacrimale und ein Röhrenknochen bei Congochromis und Nanochromis, vier Röhrenknochen bei Divandu und Parananochromis). Außerdem verläuft die Seitenlinie bei Enigmatochromis deutlich getrennt von der Rückenflossenbasis, während sie bei Congochromis und Nanochromis kontinuierlich mit dieser verläuft.
Jungfische von Enigmatochromis zeigen drei oder vier Reihen dunkler Flecke auf den Körperseiten, während die anderer Chromidotilapini-Gattungen maximal zwei Fleckenreihen besitzen. Rücken- und Afterflosse der Männchen sind länger ausgezogen als bei den Weibchen und die Bauchflossen reichen bis zum Afterflossenansatz. Der Bauch der Weibchen ist violett, ihre Rückenflosse ist blau-grün. Am Ende ihres hartstrahligen Teils findet sich ein schwarzer Fleck, seltener auch zwei. Die Kehlregion der Männchen ist gelb, die obere Hälfte ihrer Schwanzflosse ist mit runden, dunkelbraunen Flecken gemustert.

## Lebensraum
Enigmatochromis lucanusi ist bisher nur aus einem kleinen Savannenfluss im westafrikanischen Guinea bekannt. Der Fluss ist in der Trockenzeit an der Typuslokalität etwa 3 bis 6 Meter breit und 30 bis 90 cm tief. Der Boden des Flusses ist mit feinen Kieseln bedeckt, zwischen denen größere Kieseln und große Felsen liegen. Das Wasser ist klar, die Sichtweite beträgt ca. 1,20 Meter, die Temperatur beträgt 24 °C, der pH-Wert 5,8. Die Flussufer sind bewaldet, die Ufer stellenweise mit dem Speerblatt Anubias lanceolata bewachsen. Auf Steinen und umgestürzten Bäumen, die im Wasser liegen, wachsen der Kongo-Wasserfarn Bolbitis heudelotii und andere Farne. Ausreichend vom Licht beschienene Bereiche des Flusses sind mit ausgedehnten Vallisnerien-Beständen bewachsen. Neben Enigmatochromis lucanusi kommt als zweite Buntbarschart auch Pelvicachromis humilis in dem Fluss vor.

## Fortpflanzung
Enigmatochromis lucanusi ist ein Höhlenbrüter, der mit einer Länge von 4 (Weibchen) bzw. 5 cm (Männchen) geschlechtsreif wird. Die Paarbildung geht von den bei der Balz kräftig gefärbten Weibchen aus. Häufig wird an der Höhlendecke oder an den Seitenwänden gelaicht. Je nach Größe des Weibchens werden 40 bis 80 relativ große und gelblich bis orange Eier gelegt. Die Larven schlüpfen nach 3 bis 4 Tagen und sind nach weiteren 7 bis 9 Tagen schwimmfähig. Eier und Larven werden vom Weibchen behütet während das Männchen draußen das Revier verteidigt. Nach dem Freischwimmen bewachen beide Eltern die Jungfische. Die Jungfische sind sandfarben und mit zahlreichen kommaförmigen, dunklen Stricheln gemustert. Außerhalb der Höhle schwimmen sie meist unterhalb der Eltern und suchen Nahrung am Boden. Der Brutpflegeinstinkt der Eltern erlischt nach 5 bis 6 Wochen.

## Systematik
Enigmatochromis lucanusi wurde schon vor seiner Erstbeschreibung im Jahr 2004 als Aquarienfisch nach Kanada und in die USA eingeführt und bekam in Ermangelung eines wissenschaftlichen Namens dort die Bezeichnung Pelvicachromis sp. „Blue Fin“, da die Fische Pelvicachromis roloffi ähnelten. Von dort gelangten dann Importtiere und nachgezüchtete Fische nach Europa, wo der provisorische Name übernommen wurde. Die wissenschaftliche Erstbeschreibung erfolgte 2009 durch den österreichischen Ichthyologen Anton Lamboj. Lamboj stellte für die Art eine neue Gattung auf, da sie vor allem in einigen anatomischen Merkmalen stark von den übrigen Chromidotilapiini-Gattungen abweicht. Enigmatochromis setzt sich aus den griechischen Worten „enigma“ (= Rätsel) und „chromis“ (häufige Namensendung bei afrik. Buntbarschgattungen, eigentlich eine Riffbarschgattung) zusammen und spielt auf die anfänglich rätselhafte Gattungszugehörigkeit der Art an. Das Art-Epitheton lucanusi wurde zu Ehren des kanadischen Zierfischimporteurs O. Lucanus vergeben, der die Fische eingeführt und Lamboj über Herkunft, Lebensraum und Verhalten informierte.